# Доповідь Лейхтера
Доповідь Лейхтера (англ. The Leuchter report) — загальна назва для доповіді американського інженера Фреда Лейхтера, опублікованої у 1988 році в Канаді видавництвом Ернста Цюнделя «Samisdat Publishers». Критиками цей технічний звіт був визнаний псевдонауковим.
За твердженням Френка Тобена, Фред Лейхтер займався спорудженням газових камер для страти злочинців, засуджених у деяких штатах США.

## Поїздка Лейхтера в Польщу
Щоб захистити обвинуваченого в Канаді Ернста Цюнделя Лейхтер, за власною ініціативою, самостійно провів дослідження руїн газових камер в кількох нацистських концтаборах. У лютому 1988 року Лейхтер поїхав до Польщі разом з дружиною Кароліною, відеооператором Юргеном Нейманом, малювальником Говардом Міллером і перекладачем з польської Тюдаром Рудольфом, щоб упевнитися, чи дійсно газові камери в Освенцимі I, Освенцімі-Біркенау і Майданеку були задумані як місце страти. 3 березня експедиція Лейхтера повернулася з Польщі і 5 квітня інженер закінчив експертний висновок[джерело?].
На думку ревізіоністів — мароккансько-шведського письменника Ахмеда Рамі та колишнього професора німецької мови американця Рассела Гренати, дослідження за завданням ревізіоністів у 1988 р. Фреда Лейхтера і його команди було першим судовим і технічним дослідженням
Освенціму і інші розташованих в Польщі «таборів смерті» або «таборів знищення» після їх звільнення.
Проте дослідження Лейхтера проведені з рядом методологічних помилок, які призвели до неправильних висновків[джерело?]. У 1994 році Краківський інститут судової медицини опублікував докладне дослідження ціанідів, присутніх у газових камерах Аушвіцу та Біркенау. Дослідження «підтвердило наявність похідних ціаніду в різних руїнах газових камер»..

## Характеристика доповіді
Виявлені експертом з США хімічні залишки газу Циклон Б, Лейхтер охарактеризував як слабкий і інтерпретував як ознаки дезинфекційних приміщень. Лейхтера стверджує: газових камер для знищення людей не було ні в одному з трьох таборів. На його думку, існували там газові камери були дезінфекційними і служили для знищення паразитів. У висновку він виказав сумнів, що в нацистських концентраційних таборах газові камери використовували для вбивства людей.
Аргументація в доповіді Лейхтера будується на трьох основних пунктах:
1. Досліджені приміщення в силу інженерних характеристик не могли бути використані для накопичення отруйних речовин — двері та вікна не мають належної ізоляції, відсутня вентиляція;
2. В крематоріях таборів просто технічно неможливо було знищити то кількість жертв, що визначають «екстерміністи»;
3. У взятих пробах виявилося дуже мала кількість отруйних речовин.

На думку Гермара Рудольфа Доповідь Лейхтера викликала більше запитань, ніж відповідей. Він стверджує, що інші вчені вказували на можливість того, що ціанід міг бути знищений негодою, але Звіт Лейхтера не розглянув чітким чином те, яким був стан передбачуваних газових камер, наскільки стійкими були сліди ціаніду — точніше, ціаністих сполук, — або те, чи могли вони взагалі утворюватися під час газації людей, про які стверджується.

## Медіа
- FRED LEUCHTER on RADIO FREEDOM (part1) [Архівовано 16 жовтня 2015 у Wayback Machine.]
- FRED LEUCHTER on RADIO FREEDOM (part2)